# Villamayor (kommunhuvudort)
Villamayor är en kommunhuvudort i Spanien. Den ligger i provinsen Provincia de Salamanca och regionen Kastilien och Leon, i den centrala delen av landet, 180 km väster om huvudstaden Madrid. Villamayor ligger 786 meter över havet och antalet invånare är 4 538.
Terrängen runt Villamayor är platt. Runt Villamayor är det tätbefolkat, med 762 invånare per kvadratkilometer. Närmaste större samhälle är Salamanca, 4,3 km sydost om Villamayor. Trakten runt Villamayor består till största delen av jordbruksmark.